# تپه کول تپه
تپه کول تپه مربوط به دوره اشکانیان - دوره ساسانیان - سدهٔ ۱ تا ۵ ه.ق است و در شهرستان مشگین‌شهر، بخش ارشق، دهستان ارشق شمالی، روستای دوچی علیا واقع شده و این اثر در تاریخ ۱۲ دی ۱۳۸۶ با شمارهٔ ثبت ۲۰۴۱۳ به‌عنوان یکی از آثار ملی ایران به ثبت رسیده است.